# Tempo di guerra, tempo d'amore
Tempo di guerra, tempo d'amore (The Americanization of Emily) è un film del 1964 diretto da Arthur Hiller con protagonisti James Garner e Julie Andrews, basato su un romanzo di William Bradford Huie.

## Trama
Alla vigilia dello sbarco in Normandia una vedova di guerra Inglese  (autista nelle forze armate) s'innamora di un ufficiale americano imboscato e fannullone (addetto all'approvvigionamento per l'Alto Comando) che non esita a far l'elogio della codardia in guerra, ma che sarà scelto come uno dei primi da sbarcare a Omaha Beach dove, per sbaglio, viene dato morto da eroe.